# دانشگاه سن ژوزف (لبنان)

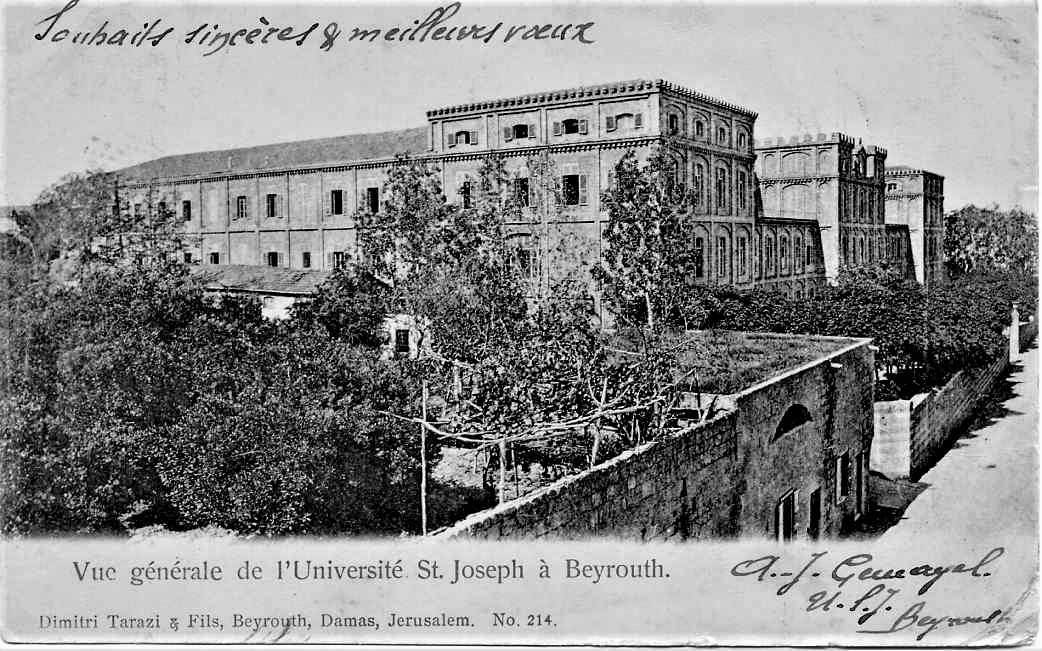
دانشگاه سن ژوزف بیروت

دانشگاه سن ژوزف (به عربی: جامعة القديس يوسف) (به فرانسوی: Université Saint-Joseph de Beyrouth) یکی از دانشگاه‌های بیروت است. این دانشگاه خصوصی و کاتولیک است و در سال ۱۸۷۵ پایه‌گذاری شد.

## تاریخچه

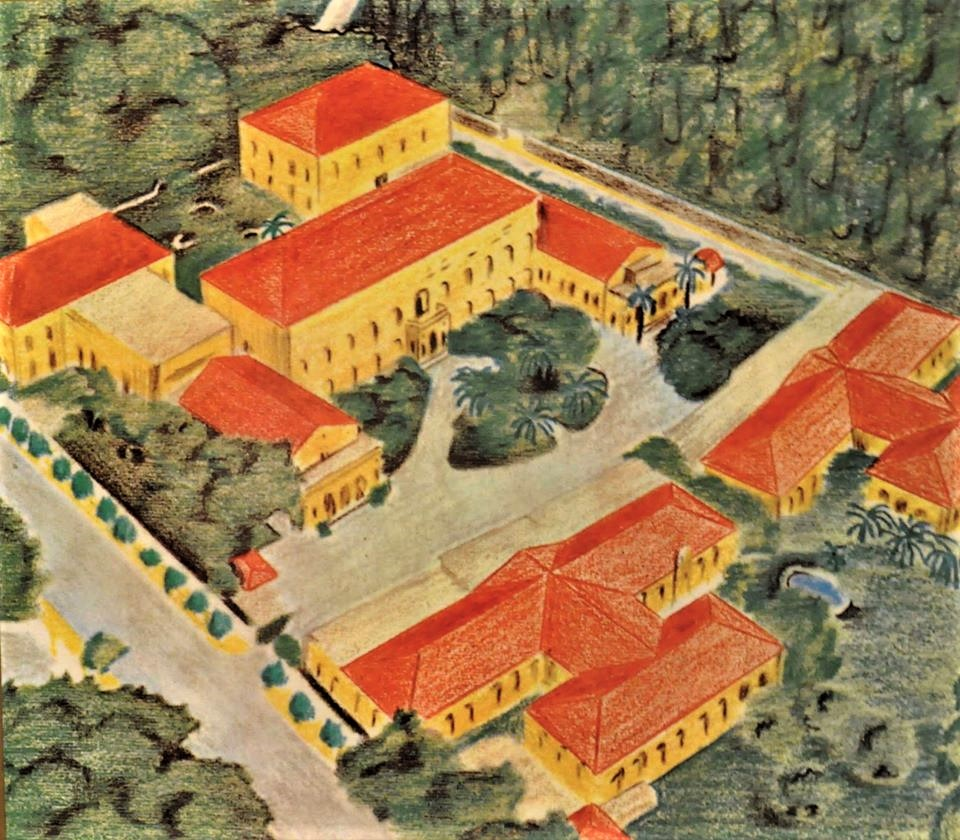
دانشکده پزشکی دانشگاه سن ژوزف

در سال ۱۸۵۵ مدرسه ای در غزیر، لبنان توسط انجمن عیسی تأسیس شد که در سال ۱۸۷۵ به بیروت منتقل شد و توسط مسئولین امر به عنوان دانشگاه شناخته شد تا تحصیلات عالیه در رشته‌های فلسفه و الهیات را برگزار کند.
سپس دانشکده‌های مختلف در سالهای بعد در آن تأسیس شدند:
- دانشکده پزشکی در سال ۱۸۸۳
- دانشکده مامایی در سال ۱۸۹۶

دانشکده شرق‌شناسی در سال ۱۹۰۲
- دانشکده حقوق در سال ۱۹۱۳
- دانشکده مهندسی در سال ۱۹۱۳

## رنکینگ
بر اساس نظام رتبه بندی QS که هرساله برترین دانشگاه‌های جهان را اعلام می‌کند این دانشگاه را در رده 540-531دنیا و سوم لبنان در سال 2022 رتبه‌بندی کرده‌است.

## دانش آموختگان

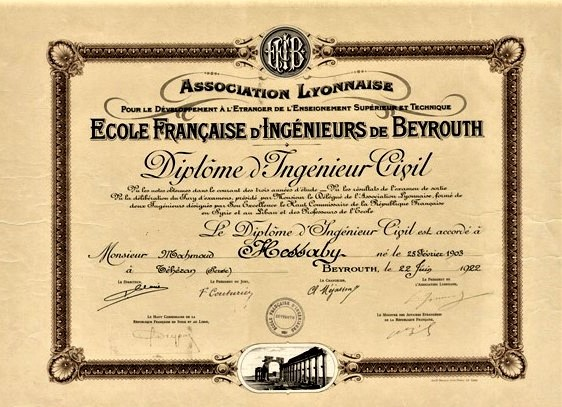
لیسانس مهندسی راه و ساختمان دکتر محمود حسابی در سال ۱۳۰۱ ه‍. ش (۱۹۲۲)

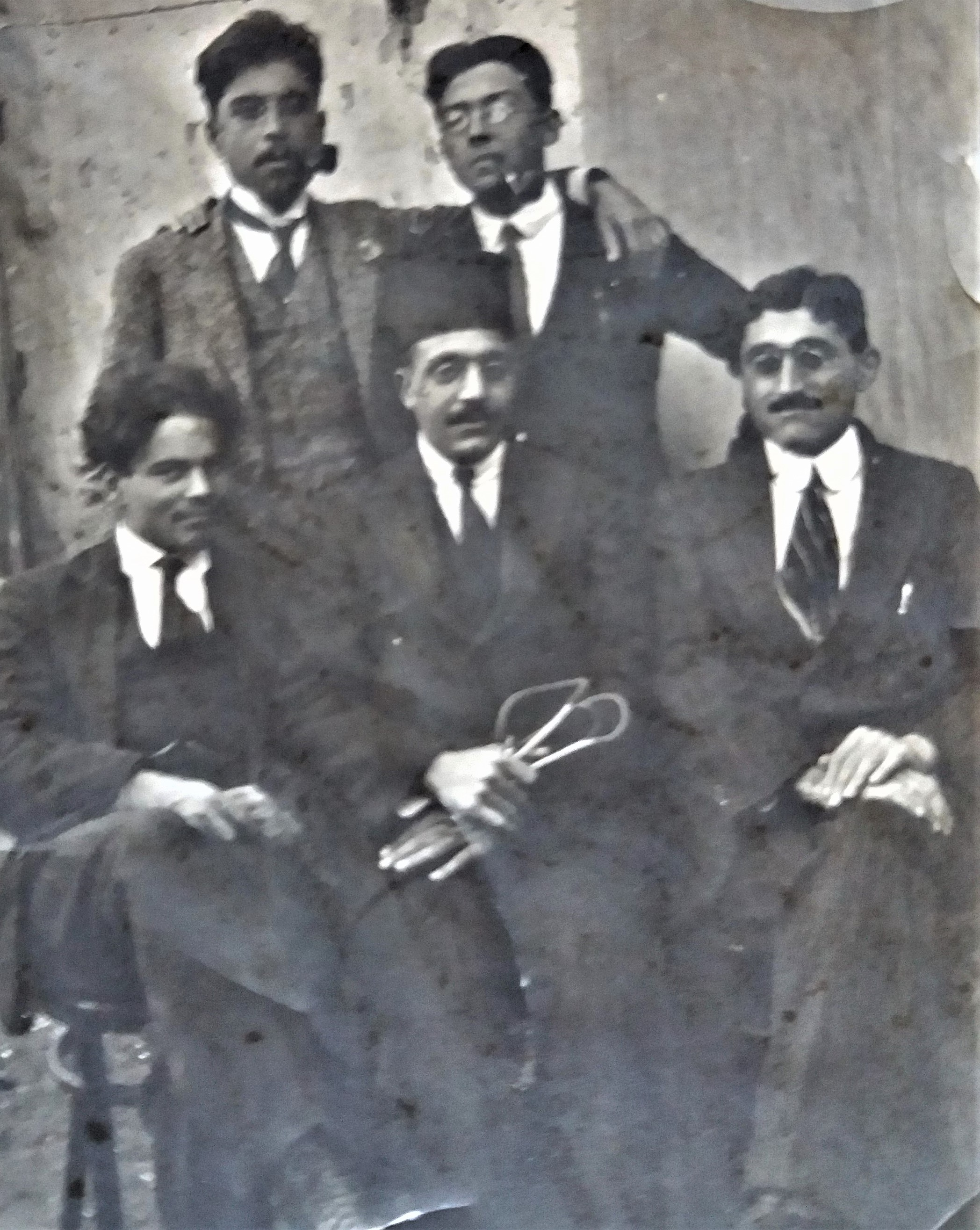
محمود شیخ‌الاسلام به همراه چند تن از همکلاسی هایش/همکارانش در بیروت درسال ۱۳۰۰ ه‍.ش (۱۹۲۱)

- محمود حسابی  فیزیک‌دان، سناتور، وزیر فرهنگ در زمان سلطنت پهلوی و بنیان‌گذار فیزیک و مهندسی دانشگاهی در ایران
- امیر خان امیراعلم استاد دانشگاه و سیاستمدار ایرانی، پیشگام مایه کوبی در ایران
- احمد میرفندرسکی آخرین وزیر امور خارجه ایران در دوران محمدرضا پهلوی
- تیمور بختیار  سپهبد نیروی زمینی شاهنشاهی و از بنیانگذارانِ ساواک
- مجید رهنما پژوهشگر و سیاستمدار ایرانی و وزیر علوم و آموزش عالی کابینه هویدا
- سید علی‌اصغر غروی عضو شورای مرکزی حزب نهضت آزادی ایران و مسئول شاخه اصفهان این حزب
- علینقی منزوی مولف، مورخ ، مدرس  و کتابشناسان
- محمد سرافراز  رئیس سابق سازمان صدا و سیمای جمهوری اسلامی ایران
- محمدرضا زائری روحانی شیعه و مدرس دانشگاه
- محمود شیخ‌الاسلام، پزشک، فارغ التحصیل سال ۱۳۰۱ ه‍.ش (۱۹۲۲)
- صادق آیینه وند،پدر علم تاریخ اسلام در ایران،موسس رشته مطالعات زنان در ایران